# Adriaan Botha
Adriaan Botha (Sudáfrica, 8 de marzo de 1977) es un atleta sudafricano, especializado en la prueba de 4x400 m, en la que llegó a ser medallista de bronce mundial en 1999.

## Carrera deportiva
En el Mundial de Sevilla 1999 ganó la medalla de bronce en el relevo 4x400 metros, con un tiempo de 3:00.20 segundos que fue récord nacional de Sudáfrica, tras Polonia (oro) y Jamaica (plata), siendo sus compañeros de equipo: Hendrick Mokganyetsi, Jopie van Oudtshoorn y Arnaud Malherbe.